# 氢氧化亚锗
氢氧化亚锗（或称氢氧化锗(II)）是一种无机化合物，化学式为Ge(OH)2，可以看作Ge(II)的氢氧化物或GeO的水合物。它最初由Clemens Winkler于1886年报道。

## 制备及性质
从含Ge(II)的溶液中加入氢氧化物，可以沉淀出白色或黄色固体，即为氢氧化亚锗。其中Ge(II)可由GeO2的酸性溶液被H3PO2还原得到。
GeCl2的水解也能得到氢氧化亚锗。
沉淀最初不具备一定的化学计量比，为GeO·xH2O、Ge(OH)2·xH2O或Ge(OH)2，微溶于水或碱溶液，在HClO4中的溶解度也较差。新制的Ge(OH)2易溶于浓盐酸，但久置后发生陈化脱水，较难溶于盐酸。
氢氧化亚锗与氢氧化钠作用可以形成棕色的难溶化合物，在真空中干燥可以得到棕色的自然性固体(HGe)2O3。红外光谱表明，(HGe)2O3可能含有Ge-H锗氢键。
它和氢氧化钠溶液（50%）也能发生氧化还原反应：
Ge(OH)2 + 2 NaOH → Na2GeO3 + H2O + H2↑